# Ристори, Павел Осипович
Павел (Павел-Пётр-Александр) Осипович Ристори (1821—1895) — российский генерал-лейтенант.

## Биография
Родился 5 (17) июля 1821 года в семье бывшего поручика французской армии военнопленного Джозеппе Ристори (Эмисотто-Икрино-Джененто-Джозеппе Ристори), принятого 8 декабря 1816 года в русскую армию. При крещении его восприемниками были Карл Депедри (брат матери) и Мария-Иоанна Депедри. Назван был в честь своего корсиканского деда, Паоло. Отец в 1830 году был награждён орденом Св. Владимира 4-й степени и получил права потомственного дворянства, вышел в отставку в чине подполковника в 1837 году. В семье родилось двое сыновей (Павел-Пётр-Александр  и Николай (23.12.1829 — после 1890) и дочь Джозефина-Мария-Луиза (1836—?).
В службе с 1837 года; в 1840 году был произведён из юнкеров в первый офицерский чин. Служил в Каспийской флотилии: в 1847-1848 гг. командовал ботом «Ящерица», в 1849-1850 гг. был командиром бота «Скорпион». В кампаниях 1851 г. и 1854 г. командовал шхуной «Опыт». В 1852—1853 гг. был командиром парохода «Волга» в плаваниях на Каспии. В 1854—1855 гг. командовал пароходом «Тарки». Капитан-лейтенант с 1856 года.
В 1859 году был назначен дежурным штаб-офицером штаба Астраханского порта. Получил 26 ноября 1861 года орден Святого Георгия 4-го класса (№ 10212). Капитан 2-го ранга с 1864 года, капитан 1-го ранга с 1867 года; 17 апреля 1864 года был награждён орденом Св. Анны 2-й степени.
В 1867 году поступил в Военно-юридическую академию, по окончании которой в 1869 году был назначен на должность судьи военно-морского суда Санкт-Петербургского порта. С 1871 года — прокурор военно-морского суда в Николаеве, с 1874 года — председатель Кронштадтского военно-морского суда, с 1887 года — член Главного военно-морского суда. Контр-адмирал с 1878 года, генерал-лейтенант с 1887 года.
Умер 14 (26) декабря 1895 года. Похоронен в Москве на Введенском (немецком) кладбище, рядом с могилой матери (Margaret Ristori, урожд. Depedri; 1800 — 30.11.1889).
Был женат на Юлии Александрине фон Бекс (1841—?).